# جواهرات خانوادگی
جواهرات خانوادگی نام نخستین آلبوم مارینا و دیاموندز خواننده و ترانه‌سرا انگلیسی و یونانی، متولد شهر برینمور واقع در استان ولز انگلستان است. جواهرات خانوادگی در ۱۵ فوریه سال ۲۰۱۰ توسط ۶۷۹ رکوردینگ و آتلانتیس رکورد منتشر گشت. در این آلبوم سبک‌های اصلی چون سینث‌پاپ، موسیقی موج نو ایندی پاپ حضور داشتند. در این آلبوم به مفاهیمی چون فریبندگی تجاری، ارزش‌های اجتماعی مدرن، خانواده و احساسات زنان اشاره می‌گردد.